# Municipio de San Miguel Soyaltepec
El municipio de San Miguel Soyaltepec (Guemáquie, en chinanteco y Naxijen, en mazateco) es un Municipio perteneciente a la región del Papaloapan, en el estado de Oaxaca, México. Limita al norte con el municipio de Acatlán de Pérez Figueroa, al sur con los municipios de San Juan Bautista Tuxtepec, San Lucas Ojitlán y San Felipe Jalapa de Díaz, al este con el municipio de San Juan Bautista Tuxtepec y el estado de Veracruz y al oeste con el municipio de San Pedro Ixcatlán, municipio de San José Independencia, municipio de San José Tenango y el municipio de Santa María Chilchotla.
En el municipio, que pertenece a la etnia mazateca, pero que a su vez comparte con las etnias chinantecas e ixcatecas, un 60% de su población habla alguna lengua indígena, por lo que es uno de los municipios con mayor diversidad oral en el país. El municipio posee una población de 34,842 habitantes, según el II Conteo de Población y Vivienda INEGI, 2005 y posee una extensión de 579.22 km², que representa el 0.61% en relación con el estado.
Actualmente el municipio posee una población de 36,564 habitantes, según el III Conteo de Población y Vivienda (INEGI) (2010).

## Toponimia
En náhuatl Soyaltepec significa "Cerro de las Palmas": Sōyaltl "Palma", Tēpetl, "Cerro". En chinanteco, su nombre es Guemáquie, quiere decir "Pueblo de palo de palma": Gue "pueblo", má "palo" y quie, "palma".
En mazateco lleva el nombre de Naxhingee, que quiere decir "Cerro Acedo".

## Historia
El pueblo de San Miguel Soyaltepec fue fundado en el año de 1500 y desde su fundación llevó el mismo nombre y por haberse extraviado los títulos de fundación y nombre no se hace constar la fecha en que el Gobierno Colonial lo expidió.
El municipio fue escenario de un importante acontecimiento en la Historia de México: El día 25 de abril de 1865, el Ejército republicano al mando del coronel Luis Pérez Figueroa y los tenientes coroneles Hermenegildo y Ramón Sarmiento, Francisco Villaseñor y Jesús Ramírez derrotaron a las tropas invasoras que en nombre de Francia intentaron ocupar el norte del estado.
Este pueblo por el Decreto número 18 del 16 de enero de 1868, obtuvo el título de Patriótica Villa de San Miguel Soyaltepec.
La Comisión del Papaloapan construyó la Presa Miguel Alemán de agosto de 1949 a febrero de 1960 y fueron ejecutadas en su parte principal por la compañía constructora El Águila S. A. Por este motivo, el Instituto Nacional Indigenista por acuerdo presidencial tomó a su cargo las labores encomendadas a la oficina de reacomodo de la Comisión del Papaloapan, por lo que cerca de 22,000 indígenas mazatecos fueron reubicados en otros lugares, principalmente, en el estado de Veracruz.
El pueblo de Temascal se creó mediante el Decreto número 236 del 14 de Junio por haber quedado inundado el anterior pueblo de San Miguel Soyaltepec, con las aguas de la Presa Miguel Alemán. Las autoridades municipales se trasladaron a Temascal, cuyo pueblo se elevó a la categoría de municipio y fue declarado sede del municipio de San Miguel Soyaltepec, por Decreto número 54 del 30 de junio de 1996.
En la actualidad, aún sobrevive una porción de lo que fue el San Miguel antiguo; en la isla de San Miguel Soyaltepec existe una pequeña comunidad mazateca que conserva sus tradiciones y costumbres, manteniendo el sitio de acuerdo a su estilo de vida tradicional, por lo que es un destino turístico en la denominada Laguna de las Mil Islas, que es la presa Miguel Alemán.

## Gobierno
El municipio de San Miguel Soyaltepec cuenta, en su estructura política, la siguiente composición:
- Presidente Municipal: Tiene a su cargo, la representación política del Ayuntamiento y la ejecución de sus resoluciones, está en su cargo un periodo de 3 años y elegido democráticamente
- 2 Síndicos: Son los encargados de la procuración, protección y defensa de los intereses municipales al representar jurídicamente al municipio en los litigios en que estos fueren parte, y en la gestión de los negocios de la Hacienda Municipal.
- 8 Regidores:Asistir con derecho de voz y voto a las sesiones del Ayuntamiento, vigilar el cumplimiento de los acuerdos, suplir al presidente municipal en sus faltas temporales, desempeñar las comisiones que le encomiende el ayuntamiento.

- 2 Regidores de Representación Proporcional

## Geografía
La geografía del municipio es muy característica de las regiones selváticas.
Su terreno es montañoso y pedregoso; abunda la piedra de cal y la tierra arcillosa; los cerros que lo rodean por la parte norte forman parte de cadenas de la sierra que se extiende a partir del Pico de Orizaba.
En el municipio confluyen los ríos de Arroyo de en medio, río Chihicazapa, río Amapa y el río Tonto, así mismo se cuenta con una presa denominada Miguel Alemán.

### Clima
El clima es caluroso, propiamente al poseer, según la clasificación climática de Köppen, un clima Am (Monzónico), por lo que mantiene una temperatura de 25 °C y una precipitación media de 2,680 mm.

### Flora
La flora del municipio cuenta con las siguientes especies:
- Flores: rosas, tulipanes, gardenias, bugambilias, zempoaxúchitl, dalia, margarita, copa de oro.
- Plantas Comestibles: Quelite, hierbamora, papaloquelite, verdolaga, flor de calabaza.
- Árboles: Cedro, zuchicuahua, roble huayacan, pochota, rosadillo, picho, jonote, jobo, chancarro, mulato.
- Frutos: Mango, naranja, limón, guayaba, pomelo, papaya, plátano, tamarindo, zapote, mamey, chicozapote, guanábana, anona, guamuchilt, cocos, coyol.
- Plantas exóticas para decoración: palmera de coco, izote, vejuquera silvestre, flores silvestres.
- Plantas medicinales: Hierbabuena, huaco, epazote, zempoaxúchitl, mulato, guayabo, hierba santa, raíz de piedra, caña agria, limón, zapote blanco.
- Otras especies vegetales: Chile, maíz, tomate, plátano, calabaza, jícama, piña, chayote, sandía, ñame, yuca, barbasco, nanche.

### Fauna
La fauna del municipio cuenta con las siguientes especies:
- Aves Silvestres: Águila, gavilán, chachalaca, paloma mora, tecolote, zopilote, gallina, calandria, colibrí, pájaro carpintero, faisán pecho amarillo, primavera,    tordos, pijul, garza grulla, pato buzo, lechuza, golondrina, tucán.
- Animales Silvestres: Brazo fuerte, gato montes, tigrillo, jabalí, tejón, mapache, tlacuache, conejo, ardilla, tepexcuintle, coyote, armadillo, mázate, zorrillo.
- Insectos: Grillo, mosca, zancudo, cucaracha, escorpión, tarántula, chicharras, mariposas, gusanos, polilla, rodadores, luciérnaga, tapa camino, arriera, cigarras.
- Especies Acuáticas: Mojarra Tilapia, boca chica, pez aguja, róbalo, sábalo, anguila, tortuga. tenguayaca
- Reptiles: Lagarto, víbora, lagartija, garrobo, iguana, serpientes, salamandra, teterete.
- Animales domésticos: vaca, caballo, burro, perro, gato, guajolote, patos, borregos, cabras, loros, conejos, gallos.

## Economía
El municipio es primordialmente agrícola, al poseer la tierra un alto grado de fertilidad, en ella se cultiva caña de azúcar, maíz, fríjol, arroz, mango, papaya, café y vainilla.
La pesca es una importante fuente de ingresos para el municipio. Esta actividad es comercial en la presa Miguel Alemán donde se cría la mojarra tilapia, el pez puerco y el róbalo, muy comerciados y cotizados en los numerosos restaurantes de la zona, que son también un buen atractivo de la región.
La ganadería está poco desarrollada, en vista a que las tierras de pastoreo son frecuentemente inundadas por las aguas de la presa. Cuentan con ganado caprino y porcino.
El turismo es promovido por la que ha sido el punto clave del municipio: la presa Miguel Alemán; en ella se practica la Pesca deportiva y además se celebra la conocida Nauticopa, un evento promovido por empresas del vecino y conurbado municipio de Tuxtepec, y que es visitada por alrededor de 10 000 personas. También se puede disfurtar de un paseo en bote en las aguas de la presa.
El comercio en el municipio es promovido por variedad de establecimientos comerciales pequeños en los que se encuentran artículos de primera necesidad. También se cuenta con casas de huéspedes y algunos lugares de atracción en donde venden comidas típicas del municipio.
La explotación forestal es constante en esta zona, de donde se explota el cedro rojo.

## Educación y cultura
La infraestructura educativa del municipio cuenta con: 
-15 centros de educación inicial
-35 de educación indígena
-15 de educación primaria
-34 primarias bilingües, una secundaria técnica
-16 telesecundarias
-7 bachilleratos:
- Colegio de Bachilleres del Estado de Oaxaca (COBAO 51) Clave: 20ECB0051L, ubicado en la colonia "Tierra y Libertad", Barrio 'El Pedregal', San Miguel Soyaltepec, Oaxaca.
- Centro de Bachillerato Tecnológico Agropecuario (CBTA 202)  Clave: 20DTA0018W, ubicado en la Col. Mazateca, perteneciente a la cabecera Municipal de Temascal, Oaxaca.
- TEBAO Centro n.º 13 con C.T. 20ETH0013T de la comunidad de las Margaritas.
- El Centro IEBBO n.º 75 con C.T. 20ETH0075F de la comunidad de Nuevo Paso Nazareno (Chichicazapa).
- El Centro IEBBO n.º 172 con C.T. 20ETH0172H de la comunidad de Benito Juárez II (San Martín).
- El Centro n.º 210 con C.T. 20ETH0210U de la comunidad de Playa Lecuona (Miguel Hidalgo).
- El Centro n.º 217 con C.T. 20ETH0217N de la comunidad de Arroyo Chical (Nuevo Arroyo Chicali).

El municipio no cuenta con una Casa de la cultura en donde pueden ser exhibidos los trabajos artísticos del municipio. La presentación de su huipil soyaltepecano, que es el traje típico del municipio que es acompañada de una falda a rayas azules, solferinas y blancas que se enreda a la cintura y llegan a los tobillos sus trenzas con listones de colores y que se presenta en el baile de Flor de Piña durante las fiestas de la Guelaguetza en la capital del estado son de sus máximas representaciones culturales.

### Fiestas y tradiciones
Del 29 al 30 de septiembre se celebra San Miguel Arcángel, el Santo Patrón del pueblo. En Semana Santa se realiza la fiesta de La Feria de la Mojarra.
En las celebraciones del 2 de noviembre se acostumbra la danza el Toxohú (danza de los muertos).
Las celebraciones que por tradición se festejan son el Año Nuevo, Día de Reyes, Día de Muertos, Grito de Independencia, Aniversario de la Revolución Mexicana y Nochebuena.

### Música
La música del municipio es similar al que pondera en la región, la marimba, la orquesta, la música banda, múltiples baladas de guitarra y además el arpa de Veracruz; que da muestra de la colindacia con dicho estado, son parte de lo que forma la música regional.

### Artesanías
Sombreros de palma, huipiles, tejidos, trabajos de barro y bordados.

### Gastronomía
Mole, texmole, tamal de cazuela, barbacoa, pozole, mojarras al gusto, tamales de masa, yuca, elote, frijol, garnachas, empanadas, gorditas, tostadas, tacos, picadas, entomatadas, enchiladas, pilte de mojarra, dulce de yuca.
Dulces de: camote, papaya, atole, aguas de frutas de la región.

### Idioma mazateco
En 1954, la variante de mazateco de Soyaltepec fue registrada en múltiples cartillas del Instituto Lingüístico de Verano. Esto fue cuatro años antes de que la comunidad fuera aislada por la construcción de la presa hidroeléctrica Miguel Alemán.

## Servicios
El municipio cuenta con una clínica del IMSS, una clínica del  ISSSTE y una clínica de la SSA. También es importante citar que tiene hoy en día el mayor servicio de atención a las familias de escasos recursos a través del DIF Municipal contando con un Médico de la región. San Miguel Soyaltepec es el primer municipio de la cuenca del Papaloapan en contar con el Seguro Popular.
El municipio posee un mercado público, 1 tianguis y 140 misceláneas, además, en cuanto a deporte, el municipio cuenta con 42 canchas de fútbol y 52 canchas de básquetbol.
En vivienda, de acuerdo a los resultados que presentó el II Conteo de Población y Vivienda INEGI 2005, en el municipio cuenta con un total de 7,759 viviendas de las cuales 7,634 son particulares, mientras que el realizado cinco años atrás, correspondiente al XII Censo General de Población y Vivienda INEGI 2000 el municipio contaba con 5,445 viviendas, dando un promedio de construcción de 463 viviendas por año. El municipio tuvo, de 2000 a 2004, un total de 5660 personas que migraron a otras partes, mientras que la tasa de crecimiento del municipio es de -0.59% anual.
| Servicios del municipio de San Miguel Soyaltepec |              |                   |                                  |                                                       |                   |               |         |
|                                                  |              |                   |                                  |                                                       |                   |               |         |
| Servicio                                         | Agua potable | Alumbrado público | Mantenimiento del drenaje urbano | Recolección de basura y limpieza de las vías públicas | Seguridad pública | Pavimentación | Rastros |
| Cobertura (%)                                    | 48           | 83                | 30                               | 47                                                    | 35                | 70            | 15      |